# サンティアゴ・ロドリゲス州
サンティアゴ・ロドリゲス州（サンティアゴ・ロドリゲスしゅう、スペイン語: Provincia de Santiago Rodríguez）はドミニカ共和国の州である。州都はサバネタ。

## 隣接州
- モンテ・クリスティ州
- バルベルデ州
- サンティアゴ州
- サン・フアン州
- エリアス・ピーニャ州
- ダハボン州

## 下位行政区画

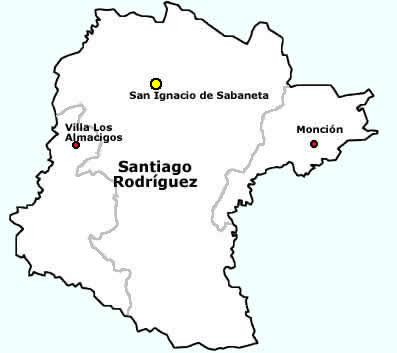
サンティアゴ・ロドリゲス州の基礎自治体

1. モンシオン（英語版）
2. サバネタ（英語版）（サン・イグナシオ・デ・サバネタ）
3. ビージャ・ロス・アルマシゴス（英語版）